# Louis Armstrong
Louis "Satchmo" Armstrong (n. 4 august 1901, parohia Orleans⁠(d), Louisiana, SUA – d. 6 iulie 1971, New York City, New York, SUA), cunoscut sub pseudonimul de „Satchmo”, a fost un muzician, trompetist, compozitor și cântăreț de jazz, unul din exponenții cei mai reprezentativi ai "stilului New Orleans" în muzica de jazz practicată în Chicago în jurul anilor 1920 - 1930.

## Biografie

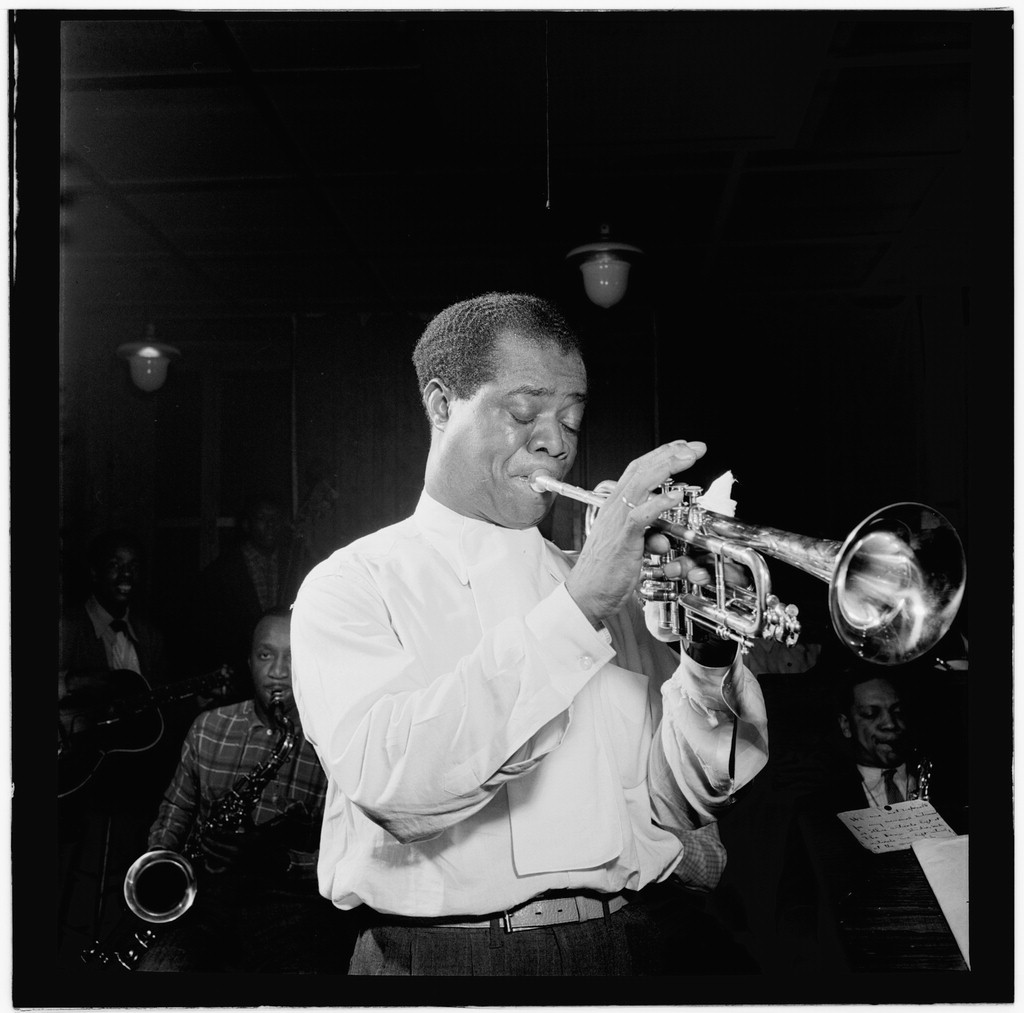
Louis Armstrong la Carnegie Hall, 1947

Louis Armstrong, născut în New Orleans (Louisiana) a avut o copilărie zbuciumată. Părinții săi s-au despărțit la puțin timp după nașterea sa. A fost încredințat să fie crescut unei mătuși, Josephine, în timp ce mama sa, cu mare probabilitate, practica prostituția.
A încercat pe rând diferite meserii (căruțaș, lăptar, vânzător ambulant, lustragiu). A fost atras de muzică din fragedă tinerețe, cânta la colțuri de stradă împreună cu grupuri improvizate, neavând posibilitatea și nici forța să folosească un instrument de suflat, care ar fi corespuns dorinței lui. Această practică muzicală spontană, neșlefuită i-a permis să dezvolte o intonație optimă și un deosebit simț al improvizației, caracteristică esențială a jazzului.
La 7 ani a cântat pe străzile orașului natal cu un cvartet de copii, la 13 ani a studiat cornetul și a condus orchestra școlii de corecție unde fusese internat pentru ca a tras un foc de revolver în aer în noaptea de Anul Nou. După ce a fost eliberat, cutreieră străzile New Orleans-lui împreună cu o mică formație orchestrală simpatizată de populația orașului, executând, printre altele, bucata "When the Saints Go Marchin'in", care, ani mai târziu, avea să fie una din piesele sale cele mai interpretate. În cursul acelor peregrinări prin oraș, îl întâlnește pe Joe Oliver, considerat cel mai bun cornetist din New Orleans, supranumit "King Oliver", care îi dă lecții de trompetă, îl acceptă în formația sa și, într-o seară, Armstrong îl substituie cu succes pe trompetistul orchestrei, Kid Ory, el însuși fiind o celebritate locală. Abia în noiembrie 1918, stimulat de performanțele efectuate pe "riverboats" - mici vase ce navigau pe Mississippi - începe să învețe notele muzicale și să descifreze partituri, devenind astfel un muzician profesionist complet.
În anul 1922 se mută la Chicago, care devenise în acea vreme centrul muzicii de jazz, în continuă dezvoltare. În această perioadă a maturizării sale artistice, Louis Armstrong este preocupat de rigorile polifonice ale liniilor muzicale, având tendința de a conferi solistului un rol în același timp conducător, dar și integrat în textura muzicală. Este angajat de "King Oliver", venit și el la Chicago, în formația "Creole Jazz Band", unde are posibilitatea ca trompetist solist să-și desfășoare întreaga virtuozitate pe care o dobândise între timp. Într-adevăr, iubitorii de jazz sunt unanimi în a recunoaște în execuțiile lui "Satchmo" inventivitate, fantezie ritmică și melodică, unite cu un impresionant volum sonor și un timbru de neuitat. În anul 1924 părăsește formația lui Oliver și intră în "Big Band"-ul lui Fletcher Henderson din New York, un colos al jazz-ului, care dispunea de una din cele mai bune orchestre ale timpului, cu interpreți de prestigiu. Cu această orchestră, Armstrong are posibilitatea să înregistreze discuri având ca parteneri celebrități ca Sidney Bechet, Bessie Smith și mulți alții. Se hotărăște să se dedice carierei de solist și înregistrează "Hot Fives and Hot Sevens", transformând jazz-ul în una din cele mai înalte expresii ale muzicii, cu sunetul clar și briliant al trompetei sale și cu vocea sa răgușită, pornită parcă din fundul gâtlejului. Urmează o serie de succese și, datorită prezenței sale carismatice, contribuie la ruperea oricăror bariere rasiale, devenind unul din primii "stars" de culoare în muzica americană.
În ultimii ani ai vieții, Louis Armstrong personifică la cel mai înalt nivel muzica de jazz și devine, împreună cu formația sa "All Stars", ambasadorul acestui gen în întreaga lume. Tendința comercializantă a unor impresari lipsiți de scrupule nu l-a scutit însă nici pe el de anumite concesii făcute succeselor ieftine, printre altele în unele filme pe care le-a turnat. Louis Armstrong, "The King of Jazz", cum a mai fost numit, se îmbolnăvește, din păcate de cancer la gât. Deși medicul îi spune să renunțe la trompetă, Armstrong nu poate să o facă și în cele din urmă moare în ziua de 6 iulie 1971, în casa sa din cartierul Queens al orașului New York.

## Discografie

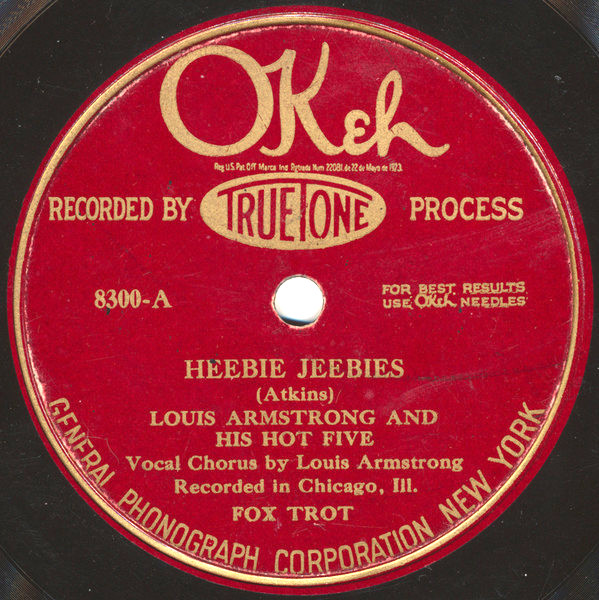
Heebie Jeebies, single-ul din 1926 înregistrat de Louis Armstrong and His Hot Five

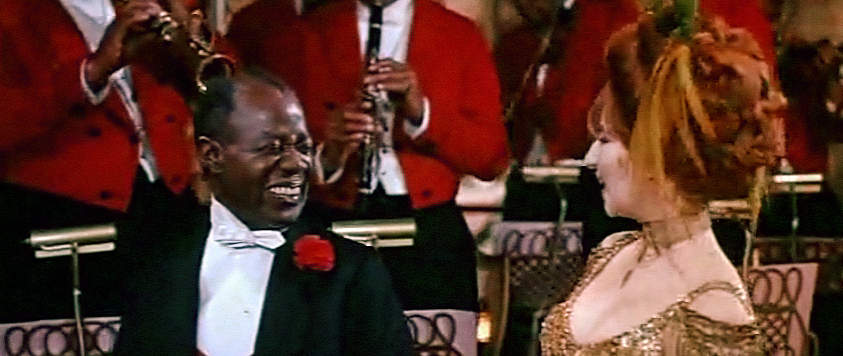
Louis Armstrong și Barbra Streisand în trailerul muzicalului Hello, Dolly! (1969)

### Single-uri
| Anul | Titlu/Titluri                                                                        | Casa de discuri                     | Credite                                                |
| ---- | ------------------------------------------------------------------------------------ | ----------------------------------- | ------------------------------------------------------ |
| 1923 | "Froggie Moore" / "Chimes Blues"                                                     | Gennett 5135                        | King Oliver's Creole Jazz Band                         |
| 1923 | "Mandy Lee Blues" / "I'm Going Away to Wear You Off My Mind"                         | Gennett 5134                        | King Oliver's Creole Jazz Band                         |
| 1923 | "Riverside Blues" / "Mabel's Dream"                                                  | Claxtonola 40292                    | King Oliver's Jazz Band                                |
| 1924 | "Prince of Wails" / "Mandy Make Up Your Mind"                                        |                                     | Fletcher Henderson și Orchestra                        |
| 1928 | "Hotter Than That" / "Savoy Blues"                                                   | OKeh 8535                           |                                                        |
| 1930 | "I Ain't Got Nobody (And Nobody Cares for Me)" / "Rockin' Chair"                     | OKeh 8756                           |                                                        |
| 1930 | "I'm a Ding Dong Daddy from Dumas" / "I'm in the Market for You"                     | Odeon 36141                         |                                                        |
| 1930 | "Song of the Islands" / "Blue Turning Grey Over You"                                 | Odeon 36039                         |                                                        |
| 1938 | "Elder Eatmore's Sermon on Generosity" / "Elder Eatmore's Sermon on Throwing Stones" | Decca 15043                         |                                                        |
| 1939 | "Jeepers Creepers" / "What Is This Thing Called Swing?"                              | Decca 2267                          |                                                        |
| 1940 | "Marie" / "Sleepy Time Gal"                                                          | Decca 3291                          | Louis Armstrong și The Mills Brothers / Mills Brothers |
| 1946 | "Endie" / "Do You Know What It Means to Miss New Orleans"                            | RCA Victor 20-2087                  |                                                        |
| 1949 | "Blueberry Hill" / "That Lucky Old Sun"                                              | Decca 24752                         |                                                        |
| 1950 | "La Vie en rose" / "C'est si bon"                                                    | Decca 27113                         |                                                        |
| 1951 | "(When We Are Dancing) I Get Ideas" / "A Kiss to Build a Dream On"                   | Decca 27720                         |                                                        |
| 1952 | "It Takes Two to Tango" / "I Laughed at Love"                                        | Decca 28394                         |                                                        |
| 1962 | "Mack the Knife" / "The Faithful Hussar"                                             | CBS CA 281.144 [Franța]             |                                                        |
| 1964 | "Hello, Dolly" / "A Lot of Livin' To Do"                                             | Kapp KL-1364 [Statele Unite]        |                                                        |
| 1967 | "What a Wonderful World" / "Cabaret"                                                 | ABC 10982 [disc 45 rpm]             |                                                        |
| 1968 | "What a Wonderful World" / "Cabaret"                                                 | His Master's Voice [Marea Britanie] |                                                        |
| 1968 | "I Will Wait for You" / "Talk to the Animals"                                        | [disc 45 rpm]                       |                                                        |